# Lliga de Campions de la UEFA 2023–24
La Lliga de Campions de la UEFA 2023–24 és la 69a edició del màxim torneig de futbol europeu per a clubs organitzat per la UEFA, així com la 32a edició des que va canviar el nom de Copa d'Europa pel de Lliga de Campions. Les fases eliminatòries del torneig van començar el juny de 2023, la fase de grups pròpiament del torneig el setembre de 2023 i va finalitzar l'1 de juny de 2024, en una final disputada a l'estadi de Wembley, a Londres, on el Reial Madrid va guanyar la competició per 15a vegada superant per 2 a 0 al Borussia Dortmund.
El guanyador del torneig va disputar la Supercopa d'Europa 2024 contra el guanyador de la UEFA Europa League 2023-24.

## Participants
Entre 79 i 81 equips de 54 federacions membres de la UEFA participaren en aquesta edició, amb excepció de Liechtenstein, que no organitzava una lliga nacional. El rànquing d'associacions basat en els coeficients de la UEFA s'utilitzà per determinar el nombre d'equips participants per a cada associació.

### Classificació de les federacions de la UEFA
| Posició | Associació      | Coef.   | Equips |
| ------- | --------------- | ------- | ------ |
| 1       | Anglaterra      | 106.641 | 4      |
| 2       | Espanya         | 96.141  | 4      |
| 3       | Itàlia          | 76.902  | 4      |
| 4       | Alemanya        | 75.213  | 4      |
| 5       | França          | 60.081  | 3      |
| 6       | Portugal        | 53.382  | 3      |
| 7       | Països Baixos   | 49.300  | 2      |
| 8       | Àustria         | 38.850  | 2      |
| 9       | Escòcia         | 36.900  | 2      |
| 10      | Rússia          | 34.482  | 0      |
| 11      | Sèrbia          | 33.375  | 2      |
| 12      | Ucraïna         | 31.800  | 2      |
| 13      | Bèlgica         | 30.600  | 2      |
| 14      | Suïssa          | 29.675  | 2      |
| 15      | Grècia          | 28.200  | 2      |
| 16      | República Txeca | 27.800  | 1      |
| 17      | Noruega         | 27.250  | 1      |
| 18      | Dinamarca       | 27.175  | 1      |
| 19      | Croàcia         | 27.150  | 1      |

| Posició | Associació           | Coef.  | Equips |
| ------- | -------------------- | ------ | ------ |
| 20      | Turquia              | 27.100 | 1      |
| 21      | Xipre                | 26.375 | 1      |
| 22      | Israel               | 24.375 | 1      |
| 23      | Suècia               | 22.875 | 1      |
| 24      | Bulgària             | 19.500 | 1      |
| 25      | Romania              | 17.150 | 1      |
| 26      | Azerbaidjan          | 17.000 | 1      |
| 27      | Hongria              | 16.375 | 1      |
| 28      | Polònia              | 15.875 | 1      |
| 29      | Kazakhstan           | 15.750 | 1      |
| 30      | Eslovàquia           | 15.625 | 1      |
| 31      | Eslovènia            | 15.000 | 1      |
| 32      | Belarús              | 12.500 | 1      |
| 33      | Moldàvia             | 11.250 | 1      |
| 34      | Lituània             | 10.000 | 1      |
| 35      | Bòsnia i Hercegovina | 9.125  | 1      |
| 36      | Finlàndia            | 8.875  | 1      |
| 37      | Luxemburg            | 8.750  | 1      |

| Posició | Associació       | Coef. | Equips |
| ------- | ---------------- | ----- | ------ |
| 38      | Letònia          | 8.625 | 1      |
| 39      | Kosovo           | 8.166 | 1      |
| 40      | Irlanda          | 8.128 | 1      |
| 41      | Armènia          | 8.125 | 1      |
| 42      | Irlanda del Nord | 8.083 | 1      |
| 43      | Albània          | 8.000 | 1      |
| 44      | Illes Fèroe      | 7.250 | 1      |
| 45      | Estònia          | 7.041 | 1      |
| 46      | Malta            | 7.000 | 1      |
| 47      | Geòrgia          | 7.000 | 1      |
| 48      | Macedònia        | 7.000 | 1      |
| 49      | Liechtenstein    | 6.500 | 0      |
| 50      | Gal·les          | 5.500 | 1      |
| 51      | Gibraltar        | 5.416 | 1      |
| 52      | Islàndia         | 5.375 | 1      |
| 53      | Montenegro       | 4.875 | 1      |
| 54      | Andorra          | 4.665 | 1      |
| 55      | San Marino       | 1.332 | 1      |

## Equips
| Manchester City      | Atlètic de Madrid | Bayern de Múnic     | Feyenoord         |
| Sevilla              | Reial Societat    | Borussia Dortmund   | Red Bull Salzburg |
| Arsenal FC           | Napoli            | RB Leipzig          | Celtic            |
| Manchester United FC | Inter de Milà     | Union Berlim        | Estrella Roja     |
| Newcastle United FC  | SS Lazio          | Paris Saint-Germain | Xakhtar Donetsk   |
| FC Barcelona         | AC Milà           | RC Lens             |                   |
| Reial Madrid         | Porto             | Benfica             |                   |

| Ruta dels Campions | Ruta dels Campions | Ruta de les Lligues | Ruta de les Lligues |
| ------------------ | ------------------ | ------------------- | ------------------- |
| Young Boys         | Antwerp            |                     |                     |

| Ruta dels Campions | Ruta dels Campions | Ruta de les Lligues   | Ruta de les Lligues |
| ------------------ | ------------------ | --------------------- | ------------------- |
| Slavia Praga       | AEK Atenes         | Olympique de Marsella | Sturm Graz          |
|                    |                    | Braga                 | Rangers             |
| PSV Eindhoven      | FK TSC             |                       |                     |

| Ruta dels Campions | Ruta dels Campions | Ruta de les Lligues | Ruta de les Lligues |
| ------------------ | ------------------ | ------------------- | ------------------- |
| Molde FK           | Galatasaray        | Dnipro-1            | Servette            |
| FC København       | Aris Limassol      | Panathinaikos       | Genk                |
| Dinamo Zagreb      |                    |                     |                     |

| Maccabi Haifa     | Slovan Bratislava  | Valmiera         | Ħamrun Spartans  |
| Hacken            | Olimpija Ljubljana | Dundalk          | Dinamo Tiflis    |
| Ludogorets        | BATE Borisov       | FC Balkkani      | FC Struga        |
| Farul Constanța   | Sheriff Tiraspol   | Urartu           | The New Saints   |
| Qarabağ           | Žalgiris           | Larne FC         | Lincoln Red Imps |
| Ferencváros       | Zrinjski Mostar    | Partizani Tirana |                  |
| Raków Częstochowa | HJK                | Kí               |                  |
| Astana            | Swift Hesperange   | Flora Tallinn    |                  |

| Breiðablik | Budućnost Podgorica | Atlètic d'Escaldes | Tre Penne |

## Dates de les Rondes i Sorteig
Es van decidir les següents dates per als sortejos i rondes de joc:
| Fase          | Ronda                          | Data de Sorteig     | Anada                                         | Tornada                                       |
| ------------- | ------------------------------ | ------------------- | --------------------------------------------- | --------------------------------------------- |
| Preliminar    | Ronda Preliminar               | 13 de juny 2023     | 27 de juny 2023 (semifinal)                   | 30 de juny 2023 (final)                       |
| Classificació | Primera Ronda de Classificació | 20 de juny 2023     | 11-12 de juliol 2023                          | 18-19 de juliol 2023                          |
| Classificació | Segona Ronda de Classificació  | 21 de juny 2023     | 25-26 de juliol 2023                          | 1-2 d'agost 2023                              |
| Classificació | Tercera Ronda de Classificació | 24 de juliol 2023   | 8-9 d'agost 2023                              | 15 d'agost 2023                               |
| Eliminatòries | Eliminatòries                  | 7 d'agost 2023      | 22-23 d'agost 2023                            | 29-30 d'agost 2023                            |
| Fase de grups | Dia del partit 1               | 31 d'agost 2023     | 19-20 de setembre 2023                        | 19-20 de setembre 2023                        |
| Fase de grups | Dia del partit 2               | 31 d'agost 2023     | 3-4 d'octubre 2023                            | 3-4 d'octubre 2023                            |
| Fase de grups | Dia del partit 3               | 31 d'agost 2023     | 24-25 d'octubre 2023                          | 24-25 d'octubre 2023                          |
| Fase de grups | Dia del partit 4               | 31 d'agost 2023     | 7-8 de novembre 2023                          | 7-8 de novembre 2023                          |
| Fase de grups | Dia del partit 5               | 31 d'agost 2023     | 28-29 de novembre 2023                        | 28-29 de novembre 2023                        |
| Fase de grups | Dia del partit 6               | 31 d'agost 2023     | 12-13 de desembre 2023                        | 12-13 de desembre 2023                        |
| Eliminatòries | Vuitens                        | 18 de desembre 2023 | 13–14 i 20–21 de febrer 2024                  | 5–6 i 12–13 de març 2024                      |
| Eliminatòries | Quarts de final                | 15 de març 2024     | 9–10 d'abril 2024                             | 16–17 d'abril 2024                            |
| Eliminatòries | Semifinals                     | 15 de març 2024     | 30 d'abril–1 de maig 2024                     | 7–8 de maig 2024                              |
| Eliminatòries | Final                          | 15 de març 2024     | 1 de juny 2024 a l'Estadi de Wembley, Londres | 1 de juny 2024 a l'Estadi de Wembley, Londres |

## Ronda Preliminar
A la ronda preliminar, els quatre clubs es divideixen en dos grups segons els coeficients de clubs de la UEFA de 2023. Juguen una semifinal, i els guanyadors juguen una final per determinar l'equip que acabà jugant la primera fase prèvia. Els perdedors de semis i finals entren a la segona ronda de classificació de la Lliga Conferència.
| Equip 1            | Marcador | Equip 2             |
| ------------------ | -------- | ------------------- |
| Atlètic d'Escaldes | 0–3      | Budućnost Podgorica |
| Tre Penne          | 1–7      | Breiðablik          |

| Equip 1             | Marcador | Equip 2    |
| ------------------- | -------- | ---------- |
| Budućnost Podgorica | 0–5      | Breiðablik |

## Rondes de Classificació

### Primera ronda de classificació
Un total de 30 equips van en la primera ronda classificatòria: 29 equips que entren en aquesta ronda i el guanyador de la ronda preliminar. Els perdedors d'aquesta ronda entren a la segona ronda de classificació de la Lliga Europa Conferència de la UEFA amb excepció de dos equips que van entrar a la tercera ronda de classificació per a la Lliga Europa de la UEFA.
| Equip 1            | Global | Equip 2            | Anada | Tornada      |
| ------------------ | ------ | ------------------ | ----- | ------------ |
| Hacken             | 5 - 1  | Lincoln Red Imps   | 3 - 1 | 2 - 0        |
| FC Balkkani        | 2 - 4  | Ludogorets Razgrad | 2 - 0 | 0 - 4        |
| Shamrock Rovers    | 1 - 3  | Breiðablik         | 0 - 1 | 1 - 2        |
| Žalgiris           | 2 - 1  | Struga             | 0 - 0 | 2 - 1        |
| KÍ                 | 3 - 0  | Ferencváros        | 0 - 0 | 3 - 0        |
| Olimpija Ljubljana | 4 - 2  | Valmiera           | 2 - 1 | 2 - 1        |
| HJK                | 3 - 2  | Larne              | 1 - 0 | 2 - 2 (prò.) |
| Lincoln Red Imps   | 1 - 6  | Qarabağ            | 1 - 2 | 0 - 4        |
| Raków Częstochowa  | 4 - 0  | Flora Tallinn      | 1 - 0 | 3 - 0        |
| Slovan Bratislava  | 3 - 1  | Swift Hesperange   | 1 - 1 | 2 - 0        |
| Farul Constanța    | 1 - 3  | Sheriff Tiraspol   | 1 - 0 | 0 - 3 (prò.) |
| Ħamrun Spartans    | 1 - 4  | Maccabi Haifa      | 0 - 4 | 1 - 2        |
| Urartu             | 6 - 1  | Zrinjski Mostar    | 0 - 1 | 3 - 2        |
| Partizani Tirana   | 1 - 3  | BATE Borisov       | 1 - 1 | 0 - 2        |
| Astaná             | 3 - 2  | Dinamo Tiflis      | 1 - 1 | 2 - 1        |

### Segona Ronda de Classificació
En la segona ronda de classificació es divideix en dues seccions: ruta dels Campions (per als campions de lliga) i ruta de la Lliga (per als no campions de lliga). Els perdedors d'aquesta ronda entraran a la tercera ronda de classificació de la Lliga Europa de la UEFA. Un total de 24 equips participaran en la segona ronda classificatòria. Els partits es van jugar entre els dies 26 de juliol i 2 d'agost de 2023.
| Equip 1            | Global      | Equip 2            | Anada | Tornada |
| ------------------ | ----------- | ------------------ | ----- | ------- |
| Žalgiris           | 2–3         | Galatasaray        | 2 - 2 | 0 - 1   |
| Ludogorets Razgrad | 2–3         | Olimpija Ljubljana | 1 - 1 | 1 - 2   |
| Raków Częstochowa  | 4–3         | Qarabağ            | 3 - 2 | 1 - 1   |
| KÍ                 | 3–3 (4–3 p) | Hacken             | 0 - 0 | 3 - 3   |
| HJK                | 1–2         | Molde              | 1 - 0 | 0 - 2   |
| Breiðablik         | 3–8         | FC København       | 0 - 2 | 3 - 6   |
| Sheriff Tiraspol   | 2–4 (prò.)  | Maccabi Haifa      | 1 - 0 | 1 - 4   |
| Aris Limassol      | 11–5        | BATE Borisov       | 6 - 2 | 5 - 3   |
| Zrinjski Mostar    | 2–3         | Slovan Bratislava  | 0 - 1 | 2 - 2   |
| Dinamo Zagreb      | 6–0         | Astaná             | 4 - 0 | 2 - 0   |

| Equip 1  | Global      | Equip 2       | Anada | Tornada |
| -------- | ----------- | ------------- | ----- | ------- |
| Dnipro-1 | 3–1 (prò.)  | Panathinaikos | 1 - 3 | 2 - 2   |
| Servette | 3–3 (4–1 p) | Genk          | 1 - 1 | 2 - 2   |

### Tercera Ronda de Classificació
Un total de 20 equips juguen la tercera ronda de classificació: 12 equips a la ruta de campions i vuit equips a la ruta de les lligues. Els partits d'anada van ser jugats en els dies 8 i 9 d'agost de 2023. Els partits de tornada es van jugar el 15 d'agost de 2023.
Els partits a casa i fora entre l'AEK d'Atenes i el Dinamo Zagreb es van ajornar als dies 15 i 19 d'agost a causa de greus incidents entre els dos aficionats.
| Equip 1            | Global      | Equip 2       | Anada | Tornada |
| ------------------ | ----------- | ------------- | ----- | ------- |
| Raków Częstochowa  | 3–1         | Aris Limassol | 2–1   | 1–0     |
| Slovan Bratislava  | 2–5         | Maccabi Haifa | 1–2   | 1–3     |
| Dinamo Zagreb      | 3–4         | AEK Atenes    | 1–2   | 2–2     |
| Olimpija Ljubljana | 0–4         | Galatasaray   | 0–3   | 0–1     |
| FC København       | 3–3 (4–2 p) | Slavia Praga  | 0–0   | 3–3     |
| KÍ                 | 2–3 (prò.)  | Molde         | 2–1   | 0–2     |

| Equip 1       | Global      | Equip 2               | Anada | Tornada |
| ------------- | ----------- | --------------------- | ----- | ------- |
| Braga         | 7–1         | FK TSC                | 3–0   | 4–1     |
| Rangers       | 3–2         | Servette              | 2–1   | 1–1     |
| Panathinaikos | 2–2 (5–3 p) | Olympique de Marsella | 1–0   | 1–2     |
| PSV Eindhoven | 7–2         | Sturm Graz            | 4–1   | 3–1     |

## Ronda de Play-Off
La Quarta ronda de classificació es divideix en dues seccions: ruta de Campions (Campions de les lligues) i ruta de Lliga (No campions de les lligues). Els perdedors entraren a la Fase de grups de la Lliga Europa de la UEFA. Un total de 12 equips van participar de la tercera ronda de classificació. Els partits d'anada es van jugar els dies 22/23 d'agost de 2023, mentre que els partits de tornada es van jugar els dies 29/30 d'agost de 2023.
| Equip 1           | Global | Equip 2      | Anada | Tornada |
| ----------------- | ------ | ------------ | ----- | ------- |
| Maccabi Haifa     | 0–3    | Young Boys   | 0–0   | 0–3     |
| Antwerp           | 3–1    | AEK Atenes   | 1–0   | 2–1     |
| Raków Częstochowa | 1-2    | FC København | 0–1   | 1–1     |
| Molde             | 3–5    | Galatasaray  | 2–3   | 1–2     |

| Equip 1 | Global | Equip 2       | Anada | Tornada |
| ------- | ------ | ------------- | ----- | ------- |
| Rangers | 3–7    | PSV Eindhoven | 2–2   | 1–5     |
| Braga   | 3–1    | Panathinaikos | 2–1   | 1–0     |

## Fase de grups
El sorteig de la fase de grups va tenir lloc a Mònaco el 31 d'agost de 2023. Els 32 equips participants es van dividir en quatre pots diferents en funció del seu coeficient UEFA. Es van sortejar fins a 8 grups de quatre equips cadascun, amb l'única limitació que no hi podien haver dos equips de la mateixa federació en un dels grups. L'actual campió, el Manchester City, es va col·locar automàticament al Pot 1, juntament amb el campió de la Lliga Europa i els campions de les principals lligues i com que el club també era campió d'anglès, el Feyenoord va entrar al pot ja que eren campions holandesos. Els pots 2, 3 i 4 contenien els equips classificats restants, amb el seu pot determinat pel coeficient de clubs de la UEFA.

### Pots
| Pot 1 - Manchester City FC CC: 145.000 - Sevilla FC CC: 91.000 - FC Barcelona CC: 98.000 - Nàpols CC: 81.000 - Bayern de Múnic CC: 136.000 - PSG CC: 112.000 - SL Benfica CC: 81.000 - Feyenoord CC: 51.000 | Pot 2 - Reial Madrid CC: 121.000 - Manchester United FC CC: 104.000 - Inter de Milà CC: 96.000 - Borussia Dortmund CC: 86.000 - Atlètic de Madrid CC: 85.000 - RB Leipzig CC: 84.000 - Porto CC: 81.000 - Arsenal FC CC: 76.000 | Pot 3 - Xakhtar Donetsk CC: 63.000 - Red Bull Salzburg CC: 59.000 - AC Milan CC: 50.000 - Braga CC: 44.000 - PSV Eindhoven CC: 43.000 - SS Lazio CC: 37.000 - Estrella Roja CC: 42.000 - København CC: 40.500 | Pot 4 - Young Boys CC: 34.000 - Reial Societat CC: 33.000 - Galatasaray CC: 31.500 - Celtic CC: 31.000 - Newcastle FC CC: 21.914 - Union Berlim CC: 17.000 - Antwerp CC: 17.000 - RC Lens CC: 12.232 |

### Grup A
| Equip             | PJ | PG | PE | PP | GF | GC | DG | Pt |
| ----------------- | -- | -- | -- | -- | -- | -- | -- | -- |
| Bayern de Múnic   | 6  | 5  | 1  | 0  | 12 | 6  | +6 | 16 |
| København         | 6  | 2  | 2  | 2  | 8  | 0  | +8 | 8  |
| Galatasaray       | 6  | 1  | 2  | 3  | 10 | 13 | -3 | 5  |
| Manchester United | 6  | 1  | 1  | 4  | 12 | 15 | -3 | 4  |

|                   | BAY | GAL | KOB | MUN |
| ----------------- | --- | --- | --- | --- |
| Bayern de Múnic   | –   | 0-0 | 2-1 | 4-3 |
| København         | 1-2 | -   | 1-0 | 4-3 |
| Galatasaray       | 1-3 | 2-2 | –   | 3-3 |
| Manchester United | 0-1 | 2-3 | 1-0 | –   |

### Grup B
| Equip         | PJ | PG | PE | PP | GF | GC | DG  | Pt |
| ------------- | -- | -- | -- | -- | -- | -- | --- | -- |
| Arsenal FC    | 6  | 4  | 1  | 1  | 16 | 4  | +12 | 13 |
| PSV Eindhoven | 6  | 2  | 3  | 1  | 8  | 10 | -2  | 9  |
| RC Lens       | 6  | 2  | 2  | 2  | 6  | 11 | -5  | 8  |
| Sevilla       | 6  | 0  | 2  | 4  | 7  | 12 | -5  | 2  |

|               | ARS | PSV | LEN | SEV |
| ------------- | --- | --- | --- | --- |
| Arsenal FC    | –   | 4-0 | 6-0 | 2-0 |
| PSV Eindhoven | 1-1 | –   | 1-0 | 2-2 |
| RC Lens       | 2-1 | 1-1 | –   | 2-1 |
| Sevilla       | 1-2 | 2-3 | 1-1 | –   |

### Grup C
| Equip           | PJ | PG | PE | PP | GF | GC | DG | Pt |
| --------------- | -- | -- | -- | -- | -- | -- | -- | -- |
| Reial Madrid CF | 6  | 6  | 0  | 0  | 16 | 7  | +9 | 18 |
| Napoli          | 6  | 3  | 1  | 2  | 10 | 9  | +1 | 10 |
| Braga           | 6  | 1  | 1  | 4  | 6  | 12 | -6 | 4  |
| Union Berlim    | 6  | 0  | 2  | 4  | 6  | 10 | -4 | 2  |

|                 | RMD | NAP | BRA | UNB |
| --------------- | --- | --- | --- | --- |
| Reial Madrid CF | –   | 4-2 | 3-0 | 1-0 |
| Napoli          | 2-3 | –   | 2-0 | 1-1 |
| Braga           | 1-2 | 1-2 | –   | 1-1 |
| Union Berlim    | 2-3 | 0-1 | 2-3 | –   |

### Grup D
| Equip             | PJ | PG | PE | PP | GF | GC | DG | Pt |
| ----------------- | -- | -- | -- | -- | -- | -- | -- | -- |
| Reial Societat    | 6  | 3  | 3  | 0  | 7  | 2  | +5 | 12 |
| Inter de Milà     | 6  | 3  | 3  | 0  | 8  | 5  | +3 | 12 |
| SL Benfica        | 6  | 1  | 1  | 4  | 4  | 8  | −4 | 4  |
| Red Bull Salzburg | 6  | 1  | 1  | 4  | 7  | 11 | -4 | 4  |

|                | RSO | INT | BEN | SAL |
| -------------- | --- | --- | --- | --- |
| Reial Societat | –   | 1-1 | 3-1 | 0-0 |
| Inter de Milà  | 0-0 | –   | 1-0 | 2-1 |
| SL Benfica     | 0-1 | 3-3 | –   | 0-2 |
| RB Salzburg    | 0-2 | 0-1 | 1-3 | –   |

### Grup E
| Equip             | PJ | PG | PE | PP | GF | GC | DG  | Pt |
| ----------------- | -- | -- | -- | -- | -- | -- | --- | -- |
| Atlètic de Madrid | 6  | 4  | 2  | 0  | 17 | 6  | +11 | 14 |
| SS Lazio          | 6  | 3  | 1  | 2  | 7  | 7  | 0   | 10 |
| Feyenoord         | 6  | 2  | 0  | 4  | 9  | 10 | -1  | 6  |
| Celtic            | 6  | 1  | 1  | 4  | 5  | 15 | -10 | 4  |

|                   | ATM | SSL | FEY | CEL |
| ----------------- | --- | --- | --- | --- |
| Atlètic de Madrid | –   | 2-0 | 3-2 | 6-0 |
| Lazio             | 1-1 | –   | 1-0 | 2-0 |
| Feyenoord         | 1-3 | 3-1 | –   | 2-0 |
| Celtic            | 2-2 | 1-2 | 2-1 | –   |

### Grup F
| Equip               | PJ | PG | PE | PP | GF | GC | DG | Pt |
| ------------------- | -- | -- | -- | -- | -- | -- | -- | -- |
| Borussia Dortmund   | 6  | 3  | 2  | 1  | 7  | 4  | +3 | 11 |
| Paris Saint-Germain | 6  | 2  | 2  | 2  | 9  | 8  | +1 | 8  |
| AC Milà             | 6  | 2  | 2  | 2  | 5  | 8  | -3 | 8  |
| Newcastle United FC | 6  | 1  | 2  | 3  | 6  | 7  | -1 | 5  |

|               | BOR | PSG | ACM | NUFC |
| ------------- | --- | --- | --- | ---- |
| Dortmund      | –   | 1-1 | 0-0 | 2-0  |
| Saint-Germain | 2-0 | –   | 3-0 | 1-1  |
| Milà          | 1-3 | 2-1 | –   | 0-0  |
| Newcastle     | 0-1 | 4-1 | 1-2 | –    |

### Grup G
| Equip              | PJ | PG | PE | PP | GF | GC | DG  | Pt |
| ------------------ | -- | -- | -- | -- | -- | -- | --- | -- |
| Manchester City FC | 6  | 6  | 0  | 0  | 18 | 7  | +11 | 18 |
| RB Leipzig         | 6  | 4  | 0  | 2  | 13 | 10 | +3  | 12 |
| Young Boys         | 6  | 1  | 1  | 4  | 7  | 13 | −6  | 4  |
| Estrella Roja      | 6  | 0  | 1  | 5  | 7  | 15 | −8  | 1  |

|               | MNC | LEI | YBS | ERB |
| ------------- | --- | --- | --- | --- |
| Manchester    | –   | 3-2 | 3-0 | 3-1 |
| Leipzig       | 1-3 | –   | 2-1 | 3-1 |
| Young Boys    | 1-3 | 1-3 | –   | 2-0 |
| Estrella Roja | 2-3 | 1-2 | 2-2 | –   |

### Grup H
| Equip            | PJ | PG | PE | PP | GF | GC | DG  | Pt |
| ---------------- | -- | -- | -- | -- | -- | -- | --- | -- |
| FC Barcelona     | 6  | 4  | 0  | 2  | 12 | 6  | +6  | 12 |
| FC Porto         | 6  | 4  | 0  | 2  | 15 | 8  | +7  | 12 |
| Shakhtar Donetsk | 6  | 3  | 0  | 3  | 10 | 12 | −2  | 9  |
| Royal Antwerp    | 6  | 1  | 0  | 5  | 6  | 17 | −11 | 3  |

|              | BAR | POR | DON | ANT |
| ------------ | --- | --- | --- | --- |
| FC Barcelona | –   | 2-1 | 2-1 | 5-0 |
| FC Porto     | 0-1 | –   | 5-3 | 2-0 |
| Shakhtar     | 1-0 | 1-3 | –   | 1-0 |
| Antwerp      | 3-2 | 1-4 | 2-3 | –   |

## Fase final
A la fase final, els equips s'enfronten a dos partits a casa i a fora, excepte la final d'un partit. El mecanisme dels sortejos per a cada ronda és el següent:
En el sorteig dels vuitens de sèrie, els vuit guanyadors del grup van quedar cap de sèrie, i els vuit subcampions de grup no van ser cap de sèrie. Els equips cap de sèrie es van sortejar contra els equips no cap de sèrie, amb els equips cap de sèrie acollint el partit de tornada. Els equips del mateix grup o de la mateixa associació no es van poder empatar entre ells.
En els sortejos de quarts de final i semifinals no hi ha cap de sèrie, i es poden unir equips del mateix grup o de la mateixa federació. Com que els sortejos dels quarts de final i les semifinals es fan conjuntament abans de jugar els quarts de final, no es coneix la identitat dels guanyadors dels quarts de final en el moment del sorteig de les semifinals. També es fa un sorteig per determinar quin guanyador de la semifinal és designat com a equip "local" per a la final (a efectes administratius, ja que es juga en un lloc neutral).

### Quadre
|  | Vuitens de final      | Vuitens de final    | Vuitens de final | Vuitens de final |                     |                   | Quarts de final   | Quarts de final | Quarts de final | Quarts de final |  |  | Semifinals | Semifinals | Semifinals | Semifinals |  |  | Final | Final | Final | Final |
|  |                       |                     |                  |                  |                     |                   |                   |                 |                 |                 |  |  |            |            |            |            |  |  |       |       |       |       |
|  |                       |                     |                  |                  |                     |                   |                   |                 |                 |                 |  |  |            |            |            |            |  |  |       |       |       |       |
|  |                       |                     |                  |                  |                     |                   |                   |                 |                 |                 |  |  |            |            |            |            |  |  |       |       |       |       |
|  | Inter de Milà         | 1                   | 1                | 2 (2)            |                     |                   |                   |                 |                 |                 |  |  |            |            |            |            |  |  |       |       |       |       |
|  | Inter de Milà         | 1                   | 1                | 2 (2)            |                     |                   |                   |                 |                 |                 |  |  |            |            |            |            |  |  |       |       |       |       |
|  | Atlètic de Madrid (p) | 0                   | 2                | 2 (3)            |                     |                   |                   |                 |                 |                 |  |  |            |            |            |            |  |  |       |       |       |       |
|  | Atlètic de Madrid (p) | 0                   | 2                | 2 (3)            | Atlètic de Madrid   | 2                 | 2                 | 4               |                 |                 |  |  |            |            |            |            |  |  |       |       |       |       |
|  |                       |                     |                  |                  | Atlètic de Madrid   | 2                 | 2                 | 4               |                 |                 |  |  |            |            |            |            |  |  |       |       |       |       |
|  |                       | Borussia Dortmund   | 1                | 4                | 5                   |                   |                   |                 |                 |                 |  |  |            |            |            |            |  |  |       |       |       |       |
|  | PSV Eindhoven         | Borussia Dortmund   | 1                | 4                | 5                   | 1                 | 0                 | 1               |                 |                 |  |  |            |            |            |            |  |  |       |       |       |       |
|  | PSV Eindhoven         |                     |                  |                  |                     | 1                 | 0                 | 1               |                 |                 |  |  |            |            |            |            |  |  |       |       |       |       |
|  | Borussia Dortmund     | 1                   | 2                | 3                |                     |                   |                   |                 |                 |                 |  |  |            |            |            |            |  |  |       |       |       |       |
|  | Borussia Dortmund     | 1                   | 2                | 3                | Borussia Dortmund   | 1                 | 1                 | 2               |                 |                 |  |  |            |            |            |            |  |  |       |       |       |       |
|  |                       |                     |                  |                  | Borussia Dortmund   | 1                 | 1                 | 2               |                 |                 |  |  |            |            |            |            |  |  |       |       |       |       |
|  |                       | Paris Saint-Germain | 0                | 0                | 0                   |                   |                   |                 |                 |                 |  |  |            |            |            |            |  |  |       |       |       |       |
|  | Paris Saint-Germain   | Paris Saint-Germain | 0                | 0                | 0                   | 2                 | 2                 | 4               |                 |                 |  |  |            |            |            |            |  |  |       |       |       |       |
|  | Paris Saint-Germain   |                     |                  |                  |                     | 2                 | 2                 | 4               |                 |                 |  |  |            |            |            |            |  |  |       |       |       |       |
|  | Reial Societat        | 0                   | 1                | 1                |                     |                   |                   |                 |                 |                 |  |  |            |            |            |            |  |  |       |       |       |       |
|  | Reial Societat        | 0                   | 1                | 1                | Paris Saint-Germain | 2                 | 4                 | 6               |                 |                 |  |  |            |            |            |            |  |  |       |       |       |       |
|  |                       |                     |                  |                  | Paris Saint-Germain | 2                 | 4                 | 6               |                 |                 |  |  |            |            |            |            |  |  |       |       |       |       |
|  |                       | FC Barcelona        | 3                | 1                | 4                   |                   |                   |                 |                 |                 |  |  |            |            |            |            |  |  |       |       |       |       |
|  | Nàpols                | FC Barcelona        | 3                | 1                | 4                   | 1                 | 1                 | 2               |                 |                 |  |  |            |            |            |            |  |  |       |       |       |       |
|  | Nàpols                |                     |                  |                  | 1 juny – Londres    | 1                 | 1                 | 2               |                 |                 |  |  |            |            |            |            |  |  |       |       |       |       |
|  | FC Barcelona          | 1                   | 3                | 4                |                     |                   |                   |                 |                 |                 |  |  |            |            |            |            |  |  |       |       |       |       |
|  | FC Barcelona          | 1                   | 3                | 4                | Borussia Dortmund   | Borussia Dortmund | Borussia Dortmund | 0               |                 |                 |  |  |            |            |            |            |  |  |       |       |       |       |
|  |                       |                     |                  |                  | Borussia Dortmund   | Borussia Dortmund | Borussia Dortmund | 0               |                 |                 |  |  |            |            |            |            |  |  |       |       |       |       |
|  |                       | Reial Madrid        | Reial Madrid     | Reial Madrid     | 2                   |                   |                   |                 |                 |                 |  |  |            |            |            |            |  |  |       |       |       |       |
|  | Porto                 | Reial Madrid        | Reial Madrid     | Reial Madrid     | 2                   | 1                 | 0                 | 1 (2)           |                 |                 |  |  |            |            |            |            |  |  |       |       |       |       |
|  | Porto                 |                     |                  |                  |                     | 1                 | 0                 | 1 (2)           |                 |                 |  |  |            |            |            |            |  |  |       |       |       |       |
|  | Arsenal (p)           | 0                   | 1                | 1 (4)            |                     |                   |                   |                 |                 |                 |  |  |            |            |            |            |  |  |       |       |       |       |
|  | Arsenal (p)           | 0                   | 1                | 1 (4)            | Arsenal             | 2                 | 0                 | 2               |                 |                 |  |  |            |            |            |            |  |  |       |       |       |       |
|  |                       |                     |                  |                  | Arsenal             | 2                 | 0                 | 2               |                 |                 |  |  |            |            |            |            |  |  |       |       |       |       |
|  |                       | Bayern de Múnic     | 2                | 1                | 3                   |                   |                   |                 |                 |                 |  |  |            |            |            |            |  |  |       |       |       |       |
|  | Lazio                 | Bayern de Múnic     | 2                | 1                | 3                   | 1                 | 0                 | 1               |                 |                 |  |  |            |            |            |            |  |  |       |       |       |       |
|  | Lazio                 |                     |                  |                  |                     | 1                 | 0                 | 1               |                 |                 |  |  |            |            |            |            |  |  |       |       |       |       |
|  | Bayern de Múnic       | 0                   | 3                | 3                |                     |                   |                   |                 |                 |                 |  |  |            |            |            |            |  |  |       |       |       |       |
|  | Bayern de Múnic       | 0                   | 3                | 3                | Bayern de Múnic     | 2                 | 1                 | 3               |                 |                 |  |  |            |            |            |            |  |  |       |       |       |       |
|  |                       |                     |                  |                  | Bayern de Múnic     | 2                 | 1                 | 3               |                 |                 |  |  |            |            |            |            |  |  |       |       |       |       |
|  |                       | Reial Madrid        | 2                | 2                | 4                   |                   |                   |                 |                 |                 |  |  |            |            |            |            |  |  |       |       |       |       |
|  | Leipzig               | Reial Madrid        | 2                | 2                | 4                   | 0                 | 1                 | 1               |                 |                 |  |  |            |            |            |            |  |  |       |       |       |       |
|  | Leipzig               |                     |                  |                  |                     | 0                 | 1                 | 1               |                 |                 |  |  |            |            |            |            |  |  |       |       |       |       |
|  | Reial Madrid          | 1                   | 1                | 2                |                     |                   |                   |                 |                 |                 |  |  |            |            |            |            |  |  |       |       |       |       |
|  | Reial Madrid          | 1                   | 1                | 2                | Reial Madrid (p)    | 3                 | 1                 | 4 (4)           |                 |                 |  |  |            |            |            |            |  |  |       |       |       |       |
|  |                       |                     |                  |                  | Reial Madrid (p)    | 3                 | 1                 | 4 (4)           |                 |                 |  |  |            |            |            |            |  |  |       |       |       |       |
|  |                       | Manchester City     | 3                | 1                | 4 (3)               |                   |                   |                 |                 |                 |  |  |            |            |            |            |  |  |       |       |       |       |
|  | Copenhagen            | Manchester City     | 3                | 1                | 4 (3)               | 1                 | 1                 | 2               |                 |                 |  |  |            |            |            |            |  |  |       |       |       |       |
|  | Copenhagen            |                     |                  |                  |                     | 1                 | 1                 | 2               |                 |                 |  |  |            |            |            |            |  |  |       |       |       |       |
|  | Manchester City       | 3                   | 3                | 6                |                     |                   |                   |                 |                 |                 |  |  |            |            |            |            |  |  |       |       |       |       |
|  | Manchester City       | 3                   | 3                | 6                |                     |                   |                   |                 |                 |                 |  |  |            |            |            |            |  |  |       |       |       |       |

### Equips classificats
| Grup | Campions de grup  | Segons classificats |
| ---- | ----------------- | ------------------- |
| A    | Bayern de Múnic   | Copenhaguen         |
| B    | Arsenal           | PSV                 |
| C    | Reial Madrid      | Nàpols              |
| D    | Reial Societat    | Inter               |
| E    | Atlètic de Madrid | Lazio               |
| F    | Borussia Dortmund | Paris Saint-Germain |
| G    | Manchester City   | Leipzig             |
| H    | FC Barcelona      | Porto               |

### Vuitens de final
| Equip 1             | Global           | Equip 2           | Anada | Tornada      |
| ------------------- | ---------------- | ----------------- | ----- | ------------ |
| Porto               | 1 - 1 (pen. 2-4) | Arsenal           | 1 - 0 | 0 - 1 (prò.) |
| Nàpols              | 2 - 4            | FC Barcelona      | 1 - 1 | 1 - 3        |
| Paris Saint-Germain | 4 - 1            | Reial Societat    | 2 - 0 | 2 - 1        |
| Inter               | 2 - 2 (pen. 2-3) | Atlètic de Madrid | 1 - 0 | 1 - 2 (prò.) |
| PSV                 | 1 - 3            | Borussia Dortmund | 1 - 1 | 0 - 2        |
| Lazio               | 1 - 3            | Bayern de Múnic   | 1 - 0 | 0 - 3        |
| Copenhaguen         | 2 - 6            | Manchester City   | 1 - 3 | 1 - 3        |
| Leipzig             | 1 - 2            | Reial Madrid      | 0 - 1 | 1 - 1        |

#### Partits
| Porto        | 1–0 | Arsenal |
| ------------ | --- | ------- |
| Galeno 90+4' |     |         |

| Arsenal                          | 1–0 | Porto                            |
| -------------------------------- | --- | -------------------------------- |
| Trossard 43'                     |     |                                  |
| Tanda de penals                  |     |                                  |
| Ødegaard · Havertz · Saka · Rice | 4-2 | Pepê · Wendell · Grujić · Galeno |

| Nàpols      | 1–1 | FC Barcelona    |
| ----------- | --- | --------------- |
| Osimhen 75' |     | 60' Lewandowski |

| FC Barcelona                              | 3–1 | Nàpols       |
| ----------------------------------------- | --- | ------------ |
| López 15' · Cancelo 17' · Lewandowski 83' |     | 30' Rrahmani |

| Paris Saint-Germain      | 2–0 | Reial Societat |
| ------------------------ | --- | -------------- |
| Mbappè 58' · Barcola 70' |     |                |

| Reial Societat | 1–2 | Paris Saint-Germain |
| -------------- | --- | ------------------- |
| Merino 89'     |     | 15', 56' Mbappè     |

| Inter          | 1–0 | Atlètic de Madrid |
| -------------- | --- | ----------------- |
| Arnautović 79' |     |                   |

| Atlètic de Madrid                | 2–1 | Inter                                               |
| -------------------------------- | --- | --------------------------------------------------- |
| Griezmann 35' · Depay 87'        |     | 33' Dimarco                                         |
| Tanda de penals                  |     |                                                     |
| Depay · Saúl · Riquelme · Correa | 4-2 | Çalhanoğlu · Sánchez · Klaassen · Acerbi · Martinez |

|  | v |  |
|  | - |  |
|  |   |  |

 [[]], [[]]        
|  | v |  |
|  | - |  |
|  |   |  |

 [[]], [[]]        